# Juan Carlos Lemus
Juan Carlos Lemus, född den 6 maj 1965, är en kubansk boxare som tog OS-guld i lätt mellanviktsboxning 1992 i Barcelona. I finalen boxades han mot nederländske Orhan Delibaş och vann med 6-1.